# 人間の経済
『人間の経済』 (にんげんのけいざい、The Livelihood of Man) は、ハンガリー出身の経済学者カール・ポランニーの遺著である経済史、経済人類学の書籍。

## 概要
ポランニーは、世界規模の市場経済の誕生と崩壊をテーマとした『大転換』を著し、その後の思想展開として本書を構想する。しかし、執筆中の57年に病に倒れ、原稿は未完成のまま残され、後にハリー・ピアスンとドゥチンスカ・イロナが原稿を編集し、遺著としてニューヨークで出版した。
本書では、人間社会における経済の位置付けについて視座を得るための普遍的経済史を提唱する予定であった。経済は、人間の社会的諸関係に埋め込まれたものであるという観点から、社会を統合するパターンについての分析がなされている。また、「経済的」という言葉の定義を行い、市場経済のみに依らない人間の生活について考察された他、貨幣の意味、交易や市場の歴史についての記述も存在する。
経済史的な内容については、『大転換』では産業革命以降が中心であったのに対して、本書は古代ギリシアや古代メソポタミアについての記述が多い。資料としては、アリストテレス、クセノポン、トゥキディデス、ヘシオドス、ヘロドトス、プルタルコス、アリストパネスらの古代の文献も使用されている。また、近代以降の研究者の中では、マックス・ウェーバー、リヒャルト・トゥルンヴァルト、ブロニスワフ・マリノフスキ、カール・ビュッヒャーらの研究を援用している。

## 内容

### 「経済的」という言葉の定義
「経済的」という語には、ふたつの意味がある。一つは、欲求・充足の物質的な手段の提供に関連する実在的な意味で、もう一つは合理性に関連する形式的な意味をさす。ポランニーは、経済の定義として後者を重視するのは狭い見解だとした。
実在的な定義
実体＝実在としての経済は、二つのレベルから成り立つ。ひとつは、人間とその環境の間の相互作用。もう一つは、その過程の制度化をさす。相互作用は、場所の移動と占有の移動からなる。場所の移動は生産と輸送によって表わされ、狩猟、侵略、伐採、農業、運輸などを含む。占有の移動は取引と処分によって表わされ、経営と管理、所得の分配、貢納と課税などを含む。この二つは一体となって経済過程を完成する。
形式的な定義
新古典派経済学は、カール・メンガーが『経済学原理』で書いたように稀少性、あるいは最大化による合理性を前提としており、これは市場制度への適応性が高い。しかし、不足する手段を合理的に使用して最大の満足を得るという課題は、経済以外の分野にも存在するので、経済的という言葉に対して偶然的な関係をもつに過ぎないとポランニーは論じた。
また、ポランニーは、メンガー自身が、稀少な手段の配分である経済化の方向とは別に、稀少性を必ずしも含まない生産の物理的必要性の方向についても論じている点を指摘した。この内容についてはメンガーの『原理』の第2版である遺稿版に書かれている。

### 社会を統合する諸形態
社会を統合するパターンとして、互酬、再配分、交換の3つをあげる。
互酬とは、義務としての贈与関係や相互扶助の関係。再配分とは、権力の中心に対する義務的な支払いと中心からの払い戻し。交換は、市場における財の移動をさす。ポランニーはこの3つを運動の方向で表わした。互酬は対称的な2つの配置における財やサーヴィスの運動となる。再配分は物理的なものや所有権が、中心へ向けて動いたあと、再び中心から社会のメンバーへ向けての運動となる。交換はシステムにおける分散した任意の二つの点の間の運動となる。
これらのパターンは、親族や宗教などの社会慣習が規定する行為のなかに埋め込まれており、経済的機能として意識されないことがある。労働の分割、土地の管理処分、仕事の組織、相続などをつかさどる社会的諸関係が必要となり、非市場経済においては親族関係が複雑になりやすい。分離した政治・経済組織が発達すると、親族関係は単純となる傾向にある。市場経済が世界規模で拡大してからは、交換のみが経済的行為として強調されるようになった。

### 等価
非市場経済においては、等価は市場メカニズムでなく慣習または法によって決められる。税の支払い、配給、神殿における誓約の履行などにおいて、さまざまな種類の財は代替的等価物の比率にもとづいて置き換えられた。ポランニーは例として、バビロニアにおける農民と宮殿の行政的交換、ハムラビ法典、現物取引、聖書のルカ伝11章3節、マタイ伝6章11節、ネヘミヤ記5章5節、ミシュナ、アリストテレスの『政治学』などをあげる。近代的な概念との相違点として、片方の側に私益のための利用を含まないこと、および等価を維持する公正さをあげる。ポランニーは、利得、利潤、賃金、レント、その他収入と呼ばれるものは、非市場経済において等価に含まれていたとし、この等価性が公正価格制度の基礎とした。

### 交易、貨幣、市場の経済史的定義
市場経済の三要素と考えられる交易、貨幣、市場の3つは、それぞれ別個の起源と発展過程をもっており、さらには共同体の内部と外部で異なる発展をとげたとする。これらを不可分と考えるのは、市場経済的な偏見だと論じる。
交易はまず外部との関係で発生したとし、対外交易者と対内交易者と分類する。貨幣には対内貨幣と対外貨幣があり、市場にも対内市場と対外市場がある。ポランニーは古代ギリシアを例にとり、対外交易者としてエンポロス、対内交易者にはカペーロスをあげる。対内市場の例としてアゴラ、対外市場にはエンポリウムをあげる。

### 貨幣論
貨幣は、言語、筆記、度量衡と同じく意味論的なシステムをさす。貨幣の機能には支払、価値尺度、計算、富の蓄蔵、交換などがあるが、それらは別々の起源と目的を持っている。すべてを含む全目的な貨幣が現われたのは、文字をもつ社会が誕生してからだと論じた。

### 交易の歴史
管理交易
当初の交易は、価格形成力をもたず、共同体によって管理されていた。交易に従事する者は、利潤動機の商人ではなく身分によって担当されていた。例として、古代メソポタミアのタムカルムやアステカのポチテカなどをあげる。
交易港
国際市場が成立する以前の交易の普遍的な制度として、交易港をあげる。多くは政治的に中立の装置であり、同類の制度は内陸においても見出せ、隊商都市もこれに含まれる。ポランニーは、交易港やその前身として、バビロニアのカル（kar）、シリアのパルミラ、ウガリト、ヨーロッパのヴィク（wik）、ダホメ王国のウィダー、インドのマラバール海岸の都市、メキシコのアカランのシカランコ、イランのイスファハンなどをあげる。
国際市場の誕生
はじめて価格が変動する国際的な市場が登場したのは、アレクサンドロス大王の家臣であるナウクラティスのクレオメネスが運営した穀物市場だったとする。

## 本書の評価
ダグラス・ノースは、本書を含めたポランニーの指摘について1977年の論文で触れている。
本書をポランニーの代表作と見なすか、それ以前に書かれた『大転換』の歴史認識や擬制商品論を重要視するかは、研究者の間で評価が分かれている。

## 書誌情報
原書
- The Livelihood of Man (1977)

日本語訳
- 『人間の経済1 市場社会の虚構性』　玉野井芳郎・栗本慎一郎訳、岩波書店、1980年 / 『人間の経済2 交易・貨幣および市場の出現』　玉野井芳郎・中野忠訳、岩波書店、1980年 / 〈岩波モダンクラシックス〉、2005年。